# Laura Vasilescu
Laura Nicoletta Vasilescu (n. 3 noiembrie 1984, Buzău, România) este o fostă handbalistă română care a jucat pe postul de intermediar stânga pentru echipa germană HSG Bad Wildungen din Bundesliga.
Cu cele 230 de goluri înscrise pentru clubul ei, Laura Vasilescu a fost declarată cea mai bună marcatoare din Bundesliga în sezonul 2014-15.

## Biografie
Laura Vasilescu a început să joace handbal la Clubul Sportiv Școlar Buzău. În 2001, ea a jucat în trei meciuri pentru echipa națională de tineret a României, în care a înscris două goluri.
În 2019, ea s-a retras din activitate după ce s-a accidentat.

## Viața personală
În septembrie 2019, Laura Vasilescu și-a făcut coming out-ul în spațiul public declarând că este lesbiană.